# Aar (Dill)
Die Aar ist ein 20,6 km langer, ganz im Lahn-Dill-Kreis gelegener, östlicher und damit linker Nebenfluss der Dill. Sie entspringt in den Quellflüssen Ahrbach (Brühlsbach, nördlich) und Erdaer Bach (südlich), die nördlich von Erda (Gemeinde Hohenahr) zusammenfließen, und mündet in Herborn-Burg in die Dill.

## Name
Im Gebiet des alten Kreises Biedenkopf (heute Gemeinde Bischoffen) bis zur Gellenbachmühle (Dreiländermühle westlich von Bischoffen) wurde die Aar mit „h“ geschrieben (Ahr); erst ab dieser alten Grenze hieß sie im ehemaligen Dillkreis Aar. Hier verlief bis 1866 die Grenze zwischen dem Großherzogtum Hessen-Darmstadt und dem Herzogtum Nassau. Nach dem für beide Staaten 1866 verlorenen preußisch-österreichischen Krieg wurde das Gebiet von Preußen annektiert und seiner Provinz Hessen-Nassau zugeschlagen.
Im Althochdeutschen noch als Ardaha (Erwähnung 856) bezeichnet, setzt sich der Name aus dem Flussnamen *Arda '(zer)fließen' und dem Grundwort ahd. -aha 'Fließgewässer'.

## Geographie

### Verlauf
Die Aar verläuft im Gladenbacher Bergland (Naturpark Lahn-Dill-Bergland) weitgehend von Osten nach Westen. Ihr Oberlauf bis zum Aartalsee liegt im Naturraum Niederweidbacher Becken (320.13), das sich weitgehend aus dem Einzugsgebiet des Flusses und seiner Zuflüsse definiert. Noch vor dem See fließt der Aar von links der Großenbach, aus Großaltenstädten kommend, und der Stadterbach zu und unmittelbar zu Beginn des Sees bei Mudersbach von rechts der Wilsbach.
Im Verlauf des Aartalsees fließen der Aar von rechts die Zuflüsse Weidbach und Meerbach zu. Der Fluss verlässt die Gemeinde Hohenahr (Mudersbach im Südosten und Ahrdt im mittleren Westen) und tritt über in die Gemeinde Bischoffen (Niederweidbach im nördlichen Osten und Bischoffen selber im äußersten Nordwesten und damit am Abfluss des Sees). Noch in Bischoffen, aber außerhalb des Stausees, mündet der wichtigste rechte Zufluss Siegbach von Norden.

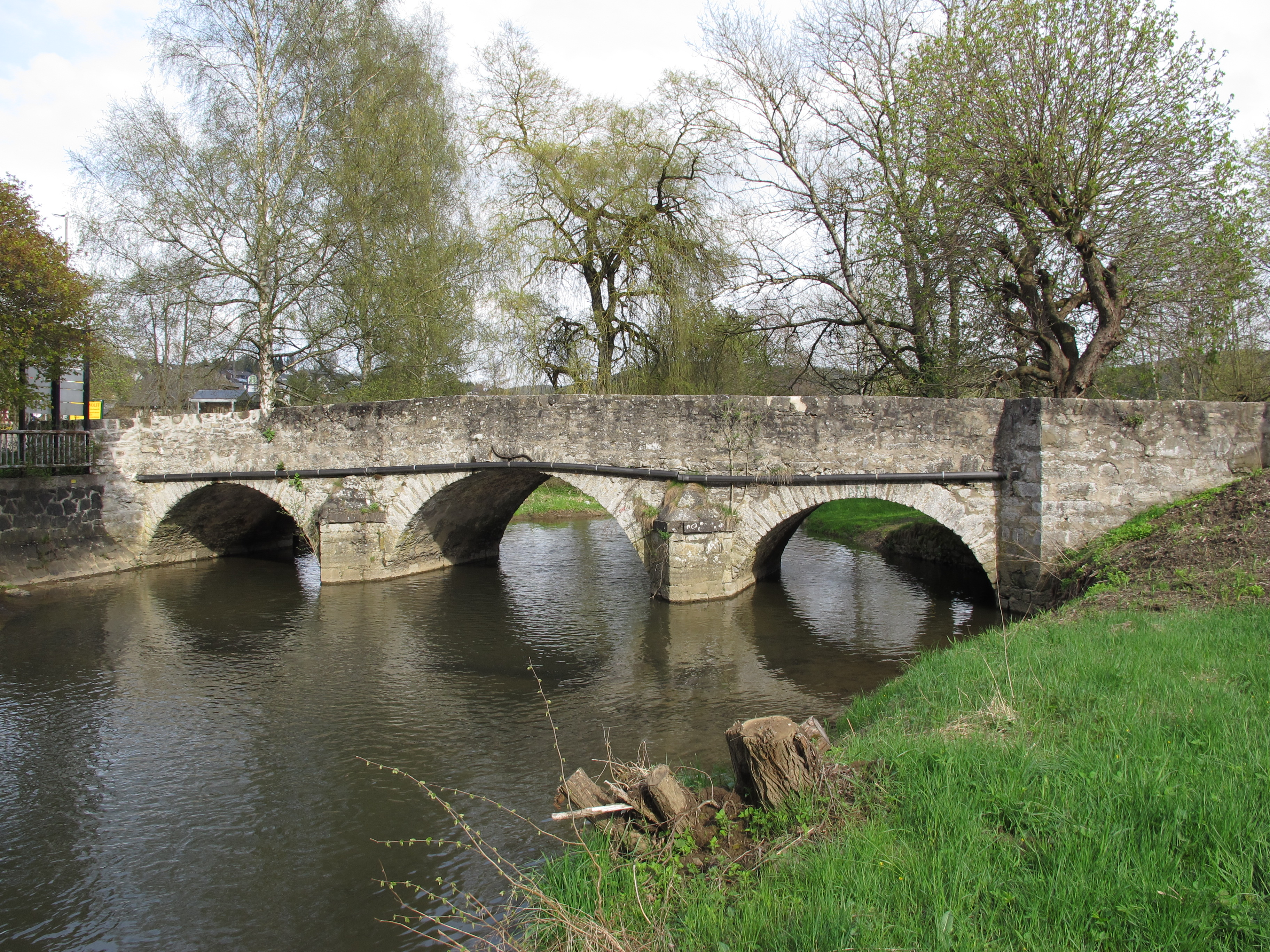
Bachbrücke in Offenbach, Gemeinde Mittenaar

Fortan bildet die Aar in etwa die Grenze zwischen den Naturräumen Zollbuche (320.03) sowie, weiter westlich, Schelder Wald (320.02) im Norden und Hörre (320.4) im Süden. Nach dem Zufluss des Gellenbachs von links werden nacheinander die Ortsteile Offenbach, Bicken und Ballersbach der Gemeinde Mittenaar durchflossen. In Bicken münden die Zuflüsse Weibach von Norden (= rechts) und Gettenbach von Süden (= links).
Zuletzt durchfließt die Aar die Herborner Ortsteile Seelbach (Zufluss des Essenbachs von rechts, dann des Dernbachs von links und des Monzenbachs von rechts) und Burg, wo sie schließlich auf einer Höhe von etwa 210 m ü. NHN von links in die Dill mündet.
Der 20,6 km lange Lauf der Aar endet etwa 121 Höhenmeter unterhalb ihrer Quelle, er hat ein mittleres Sohlgefälle von etwa 5,9 ‰.

### Einzugsgebiet
Das Einzugsgebiet der Aar liegt in den naturräumlichen Haupteinheiten Gladenbacher Bergland und Dilltal der Haupteinheitengruppe Westerwald. Sie entwässert es über die Dill, die Lahn und den Rhein zur Nordsee.
Ihr Einzugsgebiet grenzt
- im Nordosten und Osten an das der Salzböde, eines Zuflusses der Lahn
- im Südosten an das des Lahnzuflusses Bieber
- im Süden an das des Blasbachs und der Lemp, beide Zuflüsse der Dill
- im Nordwesten an das der Schelde, ebenfalls ein Dillzufluss
- und im Norden an das des Lahnzuflusses Perf.

In den bergigen Bereichen des Einzugsgebiets dominieren zusammenhängende Waldflächen und in den Niederungen zwischen Bischoffen und dem Mündungsgebiet entlang der Aue überwiegen Wiesen- und Ackerflächen.

### Nebenflüsse

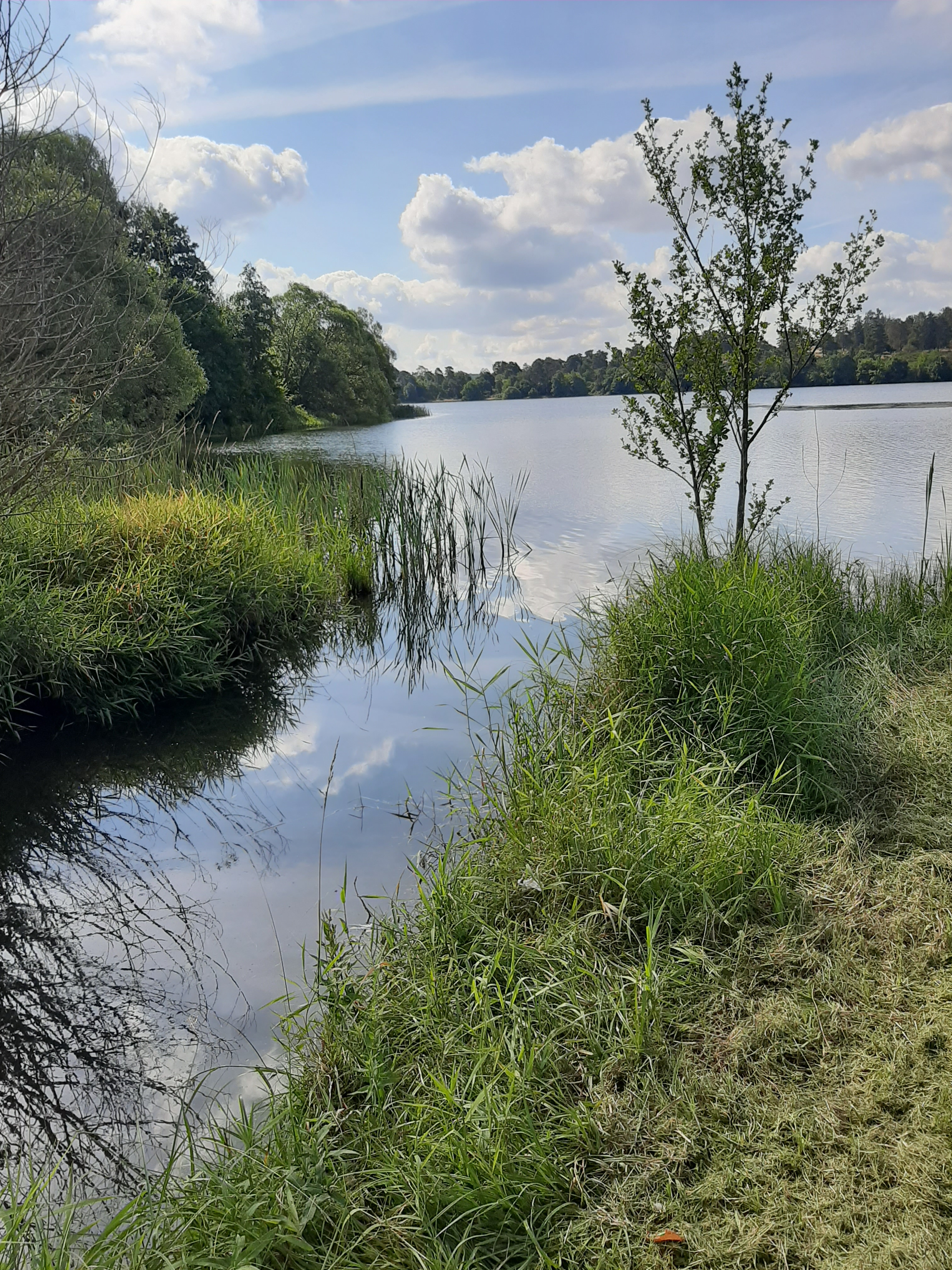
Mündung des Meerbachs in den Aartalsee

Die Obere Aar, die bis zum Zufluss des Wilsbachs, zu Beginn des Aartalsees, gerechnet wird, hat einen Abfluss von 470 l/s bei einem Einzugsgebiet von 42,744 km², der sich vergleichsweise gleichmäßig auf Stadterbach (16,767 km²), Aar (12,48 km² vor der Stadterbach-Mündung) und Wilsbach (12,342 km²) verteilt. Einen deutlich geringeren Beitrag zum Stausee erbringen Weidbach und Meerbach.
Der Siegbach ist der mit Abstand größte Nebenfluss und kreuzt als einziger Fluss überhaupt nach einem Quellverlauf in den Bottenhorner Hochflächen im Norden den Höhenzug Zollbuche, in dem auch diverse nördliche Zuflüsse des Oberlaufs ihre Quelle haben.
Alle östlichen und südlichen Zuflüsse des Aartalsees haben demgegenüber ihre Quelle entweder im Niederweidbacher Becken selber oder am Nordrand des sich südlich anschließenden Krofdorf-Königsberger Forsts.
Der Unterlauf speist sich durch den Schelder Wald im Norden und die Hörre im Süden.
Folgende Nebenflüsse fließen der Aar zu:
| Name        | Zufluss- seite | Länge [km] | Einzugs- gebiet [km²] | Zufluss auf Aar-km | Mündungs- höhe [m. ü. NN] | Quell- Naturraum                      | DGKZ      |
| ----------- | -------------- | ---------- | --------------------- | ------------------ | ------------------------- | ------------------------------------- | --------- |
| Brühlsbach  | rechts         | 3,3        | 4,741                 | 3,3                | 282                       | östl. Niederweidbacher Becken         | 25846-12  |
| Stadterbach | links          | 6,6        | 16,767                | 5,3                | 272                       | nördl. Krofdorf-Königsberger Forst    | 25846-14  |
| Wilsbach    | rechts         | 6,3        | 12,342                | 6,1                | 268                       | nordöstl. Niederweidbacher Becken     | 25846-2   |
| Weidbach    | rechts         | 5,9        | 7,107                 | 7,4                | 268                       | zentr. Zollbuche                      | 25846-32  |
| Meerbach    | rechts         | 5,2        | 5,867                 | 8,4                | 268                       | zentr. Zollbuche                      | 25846-39  |
| Siegbach    | rechts         | 12,2       | 28,665                | 9,5                | 260                       | zentr. Bottenhorner Hochflächen       | 25846-6   |
| Gellenbach  | links          | 4,2        | 8,923                 | 10,3               | 252                       | zentr. westl. Niederweidbacher Becken | 25846-72  |
| Weibach     | rechts         | 6,3        | 10,033                | 14,5               | 234                       | Schelder Wald                         | 25846-8   |
| Gettenbach  | links          | 3,6        | 5,701                 | 14,5               | 234                       | östl. Hörre                           | 25846-92  |
| Ballersbach | links          | 3,2        |                       | 15,9               | 228                       | zentr. Hörre                          | 25846-934 |
| Essenbach   | rechts         | 3,3        |                       | 17,6               | 223                       | südl. Schelder Wald                   | 25846-952 |
| Dernbach    | links          | 2,7        |                       | 18,5               | 216                       | westl. Hörre                          | 25846-958 |
| Monzenbach  | rechts         | 4,5        |                       | 19,1               | 214                       | südl. Schelder Wald                   | 25846-992 |

## Schadstoffbelastung
Im Januar 2008 wurde die Aar durch Antibiotika, die aus einer Hühnerzucht am Aartalsee kamen, schwer belastet. Inzwischen ist die Aar biologisch jedoch wieder in Ordnung.

## Verkehr
Die Bundesstraße 255 folgt – flussaufwärts gesehen – in ihrem Verlauf von Herborn Richtung Gladenbach zunächst dem Tal der Aar, ab Niederweidbach dann dem des Weidbachs, um an der Zollbuche schließlich die Wasserscheide zwischen Aar und Salzböde zu überqueren. Nach einer serpentinenreichen Strecke erreicht sie bei Weidenhausen (Gladenbach) die Salzböde, folgt ihr flussabwärts bis Erdhausen und verläuft dann ab Gladenbach bis Niederweimar auf der Wasserscheide zwischen der Allna im Norden und den südlicheren Lahn-Nebenflüssen (von West nach Ost) Salzböde, Walgerbach und Wenkbach.
Die seit 2001 stillgelegte Aar-Salzböde-Bahn folgte, ebenfalls zunächst flussaufwärts gesehen, demgegenüber ab Bischoffen dem Verlauf des Siegbachs, um zwischen Eisemroth und Hartenrod die Wasserscheide zwischen Aar und (Oberer) Salzböde in einem Tunnel zu überwinden und fortan der Salzböde flussabwärts zu folgen.
Im Mittelalter, etwa ab Ende des 14. Jahrhunderts, verlief im Aartal ein bedeutender Fernhandelsweg, und zwar die jüngere südliche Trasse des Abschnitts Herborn-Marburg der Köln-Leipziger-Messestraße, auch Brabanter Straße genannt. Deren Haupttrasse zog zuvor über die Bottenhorner Hochflächen durch den Schelderwald, vorbei an der Angelburg (Berg) Richtung Siegen.
Ab 2006 wurde entlang des Mündungsbereichs der Aar eine Umgehungsstraße für die Herborner Ortsteile Burg und Seelbach gebaut. Die Umgehungsstraße und die Abfahrt Seelbach-Ost wurde am 2. April 2009 für den Verkehr freigegeben; am 17. April 2009 wurde die Ortsumgehung und die Abfahrt Seelbach-West offiziell eröffnet.